# 新潟県交通安全協会
公益財団法人新潟県交通安全協会（こうえきざいだんほうじんにいがたけんこうつうあんぜんきょうかい）は、新潟県内の地区交通安全協会を統括する交通安全協会。元新潟県知事所管の財団法人。

## 概要
新潟県内の地区交通安全協会を統括する交通安全協会で、新潟県内での季節単位で開催する交通安全運動をはじめ、自動車・自動二輪車の運転免許更新の伝達・更新事務、申請書や収入証紙の委託販売業務、自転車などに貼る反射シールや車輪のスポークに貼る反射材などの交通安全グッズの頒布、交通安全功労者の表彰及び国や全国法人への表彰推薦などを事業としている。

## 下部組織
- 東新潟交通安全協会 - 新潟市中央区上所1-2-1新潟警察署内
- 新潟中央交通安全協会 - 新潟市中央区寄居町350　新潟中央警察署内
- 新潟西交通安全協会 - 新潟市西区小新4083-1 新潟西警察署内
- 江南地区交通安全協会 - 新潟市江南区鵜ノ子5-2-1 江南警察署内
- 新潟北交通安全協会 - 新潟市北区木崎657-1 新潟北警察署内
- 佐渡地区交通安全協会 - 佐渡市相川羽田町74 佐渡西警察署内
- 新発田地区交通安全協会 - 新発田市中央町4-2-4 新発田警察署内
- 村上地区交通安全協会 - 村上市南町2-3-18 村上警察署内
- 胎内市交通安全協会 - 胎内市東本町20-12　胎内警察署内
- 阿賀野市交通安全協会 - 阿賀野市岡山町9-36　阿賀野市交通安全センター内
- 東蒲原郡交通安全協会 - 阿賀町津川306-1 津川警察署内
- 五泉市交通安全協会 - 五泉市東本町2-7-42　五泉・村松交通安全センター内
- 秋葉区交通安全協会 - 新潟市秋葉区新津4451-5　秋葉区交通安全センター内
- 三条市交通安全協会 - 三条市旭町2-12-9 三条市交通センター内
- 新潟南区交通安全協会 - 新潟市南区能登2-1-25 新潟南警察署内
- 西蒲地区交通安全協会 - 新潟市西蒲区赤鏥1068-1　西蒲地区交通安全センター内
- 燕市交通安全協会 - 燕市吉田西太田1946-4　燕警察署内
- 加茂地区交通安全協会 - 加茂市陣ヶ峰6-26 加茂警察署内
- 見附地区交通安全協会 - 見附市昭和町2-2-1　見附警察署内
- 長岡地区交通安全協会 - 長岡市水道町3-5-60　長岡警察署内
- 栃尾交通安全協会 - 長岡市新栄町3-1-13　長岡警察署栃尾幹部交番内
- 与板地区交通安全協会 - 長岡市与板町与板乙5881-3　与板警察署内
- 小千谷地区交通安全協会 - 小千谷市城内3-1-5　小千谷地区交通センター内
- 魚沼市交通安全協会 - 魚沼市井口新田547-12 魚沼市交通センター内
- 南魚沼交通安全協会 - 南魚沼市六日町789-6 南魚沼交通センター内
- 十日町地区交通安全協会 - 十日町市寿町1-1-2　十日町交通センター内
- 柏崎地区交通安全協会 - 柏崎市日吉町6-15 柏崎地区交通センター内
- 上越交通安全協会 - 上越市藤野新田1172　上越警察署内
- 妙高地区交通安全協会 - 妙高市小出雲3-11-30 妙高警察署内
- 糸魚川地区交通安全協会 - 糸魚川市寺島2-6-1　糸魚川警察署内